# Hacıqaraqaşlı
Hacıqaraqaşlı è un comune dell'Azerbaigian situato nel distretto di Şabran. 